# جون ميخائيل كولر
جون ميخائيل كولر (بالألمانية: John Michael Kohler)‏ هو شخصية أعمال وصناعي وسياسي نمساوي وأمريكي، ولد في 3 نوفمبر 1844 في النمسا، وتوفي في 5 نوفمبر 1900 في شيبويغن في الولايات المتحدة.